# Rythme en bleu
Pour plus de détails, voir Fiche technique et Distribution.
Rythme en bleu (Blue Rhythm) est un court-métrage d'animation américain des studios Disney avec Mickey Mouse, sorti en 1931.

## Synopsis
Mickey joue un morceau de blues au piano tandis que Minnie chante. Ils sont accompagnés d'un orchestre, d'abord caché, qui se dévoile avec un morceau plus rythmé. Le groupe de 9 musiciens comprend Pluto au trombone, Horace aux percussions, Clarabelle à la basse tandis que Mickey fait un solo de clarinette.

## Fiche technique
- Titre original : Blue Rythm
- Titre français : Rythme en bleu
- Série : Mickey Mouse
- Réalisation : Burt Gillett
- Animation : Frank Oreb, John Sibley
- Musique : St. Louis Blues de W.C. Handy (1914)
- Production : Walt Disney, John Sutherland
- Société de production : Walt Disney Productions
- Société de distribution : Columbia Pictures
- Format : Noir et blanc - 35 mm - 1,37:1 - Son mono (Cinephone)
- Durée : 7 min
- Langue : Anglais
- Pays :  États-Unis
- Dates de sortie :  États-Unis : 18 août 1931[1]

## Voix originales
- Walt Disney : Mickey
- Marcellite Garner : Minnie

## Commentaires
À la fin du film, Mickey imite le musicien américain Ted Lewis, lors de son solo de clarinette.
Pour Steven Watts, l'usage de chansons de ragtime au piano par Mickey et les autres séquences musicales du film démontre la dette que Walt Disney a vis-à-vis des autres formes de divertissements de masse.

## Titre en différentes langues
- Suède : Musse Pigg som dirigent

Source : IMDb

## Sorties DVD
- Les Trésors de Walt Disney : Mickey Mouse, les années noir et blanc, 1re partie (1928-1935).